# Båsmoen
Båsmoen este o localitate din comuna Rana, provincia Nordland, Norvegia, cu o populație de 2.722 locuitori (2013).